# Euphorbia jolkinii
Euphorbia jolkinii är en törelväxtart som beskrevs av Pierre Edmond Boissier. Euphorbia jolkinii ingår i släktet törlar, och familjen törelväxter. Inga underarter finns listade i Catalogue of Life.